# Вилькен, Павел Викторович
Барон Павел Викторович Вилькен (12 (24) июля 1879, Ревель — 31 января 1939, Хельсинки) — капитан 1-го ранга Российского императорского флота, участник Русско-японской, Первой мировой и Гражданской войн; обладатель Золотого оружия (1905).

## Биография
Окончил Морской кадетский корпус с производством 14 сентября 1899 года в чин мичмана. В должности младшего артиллерийского офицера эскадренного броненосца «Победа» участвовал в обороне Порт-Артура. В 1904 году произведен в чин лейтенанта.
В 1906-1907 годах служил старшим офицером на минном крейсере «Абрек». В 1907 году окончил Артиллерийский офицерский класс. В 1908-1909 годах служил в должности старшего артиллерийского офицера на крейсере «Адмирал Макаров». В 1909-1911 годах обучался на Военно-морском отделе Николаевской морской академии. В 1912 году окончил Дополнительный курс Николаевской морской академии. 6 декабря 1912 года произведен в капитаны 2-го ранга с утверждением в должности старшего офицера крейсера «Адмирал Макаров».
Командовал эскадренными миноносцами «Лёгкий» (1914) и «Сибирский стрелок» (1915-16). 30 июля 1916 года произведен в капитаны 1-го ранга. 3 августа 1916 года назначен начальником 4-го дивизиона миноносцев Балтийского флота. 23 января 1917 года назначен начальником 1-го дивизиона эскадренных миноносцев Балтийского флота.
С 1917 по 1918 год командовал линкором «Севастополь». Оказывал содействие восставшим в Кронштадте. В Финляндии возглавлял организацию «Морские офицеры-эмигранты».

## Награды
- Золотое оружие «За храбрость» (12 декабря 1905)
- Орден Святого Владимира 3 степени с мечами (16 января 1917)
- Орден Святого Владимира 4 степени с мечами и бантом (12 декабря 1905)
- Орден Святой Анны 2 степени (6 декабря 1905) с мечами (27 апреля 1915)
- Орден Святой Анны 3 степени с мечами и бантом (1906)
- Орден Святого Станислава 2 степени с мечами (19 марта 1907)
- Орден Святого Станислава 3 степени (1901)
- Французский знак Officier de Academie (1908)
- Итальянская серебряная медаль за оказание помощи пострадавшим во время бывшего в 1908 году землетрясения в Сицилии и Калабрии (1911)

## Семья
- Жена — Эмилия Николаевна, урожденная Бергштрессер (1883—1975), дочь вице-адмирала Николая Карловича Бергштрессера (12.05.1855 — 19.06.1919); литератор, участница литературно-художественного и философского объединения «Светлица».